# Meladroma
Meladroma is een geslacht van kevers uit de familie van de loopkevers (Carabidae). De wetenschappelijke naam van het geslacht is voor het eerst geldig gepubliceerd in 1855 door Motschulsky.

## Soorten
Het geslacht Meladroma omvat de volgende soorten:
- Meladroma angustata Basilewsky, 1970
- Meladroma informicollis Liebke, 1928
- Meladroma katangensis Burgeon, 1937
- Meladroma umbraculata (Fabricius, 1801)